# Wolfgang Murnberger
Wolfgang Murnberger (né le 13 novembre 1961 à Wiener Neustadt) est un réalisateur, scénariste, éditeur, directeur des effets spéciaux, et producteur autrichien.

## Filmographie

### Réalisateur
- 1984 : Abschminken
- 1985 : Stierblut
- 1986 : Kirtag
- 1988 : Roter Engel
- 1988 : Fleisch
- 1988 : An dich hab ich gedacht
- 1989 : Und Morgen bin ich tot
- 1990 : Himmel oder Hölle
- 1994 : Attwengerfilm
- 1994 : Ich gelobe
- 1995 : Auf Teufel komm raus
- 1998 : Quintett komplett
- 1999 : Zwei Frauen, ein Mann und ein baby
- 2000 : Komm, süßer Tod, une enquête de Brenner
- 2001 : Wir bleiben zusammen
- 2001 : Hainburg - je t'aime, gendarme
- 2002 : Brüder
- 2003 : Brüder 2
- 2004 : Silentium!, une enquête de Brenner
- 2005 : Vier Frauen und ein Todesfall
- 2009 : Bienvenue à Cadavres-les-Bains (Der Knochenmann), une enquête de Brenner
- 2011 : Mein bester Feind
- 2015 : Das ewige Leben, une enquête de Brenner

## Distinctions
- 2009 : prix du jury jeune au Festival international du film policier de Liège pour Bienvenue à Cadavres-les-Bains